# Gårdsjö
Gårdsjö är en småort i Hova socken i Gullspångs kommun.
Gårdsjö ligger i norra Västergötland i närheten av sjöarna Narven, Vallsjön, Unden och Skagern och inte alls långt från vare sig Vänern eller Vättern. Högsåsen är ett naturreservat 3 km utanför Gårdsjö mot Slottsbol. Därifrån kan man se Kinnekulle.
Gårdsjö är en stationsort längs Västra stambanan samt slutpunkt för Västergötland-Göteborgs järnväg, numera kallad Kinnekullebanan. Järnvägsstationen öppnades 1896, lades ned den 31 maj 1987 för att återöppnas redan den 29 maj 1988.
I Gårdsjö finns en ridskola.

## Befolkningsutveckling
| Befolkningsutvecklingen i Gårdsjö 1960–2015   | Befolkningsutvecklingen i Gårdsjö 1960–2015 | Befolkningsutvecklingen i Gårdsjö 1960–2015 | Befolkningsutvecklingen i Gårdsjö 1960–2015 | Befolkningsutvecklingen i Gårdsjö 1960–2015 |
| --------------------------------------------- | ------------------------------------------- | ------------------------------------------- | ------------------------------------------- | ------------------------------------------- |
|                                               |                                             |                                             |                                             |                                             |
| År                                            |                                             |                                             | Folkmängd                                   | Areal (ha)                                  |
| 1960                                          | 1960                                        |                                             | 335                                         |                                             |
| 1965                                          | 1965                                        |                                             | 314                                         |                                             |
| 1970                                          | 1970                                        |                                             | 281                                         |                                             |
| 1975                                          | 1975                                        |                                             | 236                                         |                                             |
| 1980                                          | 1980                                        |                                             | 224                                         | 59                                          |
| 1990                                          | 1990                                        |                                             | 207                                         | 62                                          |
| 1995                                          | 1995                                        |                                             | 218                                         | 62                                          |
| 2000                                          | 2000                                        |                                             | 196                                         | 62#                                         |
| 2005                                          | 2005                                        |                                             | 184                                         | 62#                                         |
| 2010                                          | 2010                                        |                                             | 146                                         | 61#                                         |
| 2015                                          | 2015                                        |                                             | 128                                         | 57#                                         |
| Anm.: Upphörde som tätort 2000. # Som småort. |                                             |                                             |                                             |                                             |